# Байтерек (міське селище)
Байтерек (узб. Boyterak, Бойтерак) — міське селище в Узбекистані, у Касанському районі Кашкадар'їнської області.
Статус міського селища з 2009 року.